# Борстенбах
Борстенбах (нем. Borstenbach) — река в Германии, протекает по земле Северный Рейн-Вестфалия. Левый приток Везера.
Борстенбах берёт начало в районе Бонненберг города Флото. Течёт на север параллельно автодороге E34. Впадает в Везер в черте города Бад-Эйнхаузен.
Длина реки составляет 7,5 км, площадь водосборного бассейна — 12,6 км².
Высота истока 144 м. Высота устья 45 м.